# Station Roux
Station Roux is een spoorwegstation langs spoorlijn 124 (Brussel - Charleroi) in Roux een deelgemeente van de stad Charleroi.
Het station lag tevens aan de inmiddels opgebroken spoorlijn 121 (Piéton - Lambusart).
Het stationsgebouw werd verbouwd tot een complex van sociale woningen.

## Treindienst
| Serie       | Treinsoort             | Route | Bijzonderheden |
| ----------- | ---------------------- | --- | --- |
| S 19        | GEN (NMBS)             | [ Leuven – ] Brussels Airport-Zaventem – Brussel-Luxemburg – Eigenbrakel – Nijvel – Roux – Charleroi-Centraal | Rijdt in het weekend tussen Leuven en Nijvel. |
| L 4350C     | L-trein (NMBS)         | Charleroi-Centraal – Roux – Luttre – Manage – La Louvière-Centrum                                             | Rijdt op werkdagen tussen 's-Gravenbrakel en Manage. |
| S 1         | S-trein Brussel (NMBS) | Charleroi-Centraal – Roux – /Nijvel – Brussel-Zuid – Mechelen – Antwerpen-Centraal                            | Op zondag een deel Brussel-Noord - Nijvel en een deel Brussel-Zuid - Antwerpen-Centraal. Tijdens de week eerste en laatste ritten van/naar Charleroi-Centraal. |
| P 7790/8790 | Piekuurtrein (NMBS)    | Luttre – Roux – Charleroi-Centraal                                                                            | Rijdt alleen op werkdagen. |

## Galerij

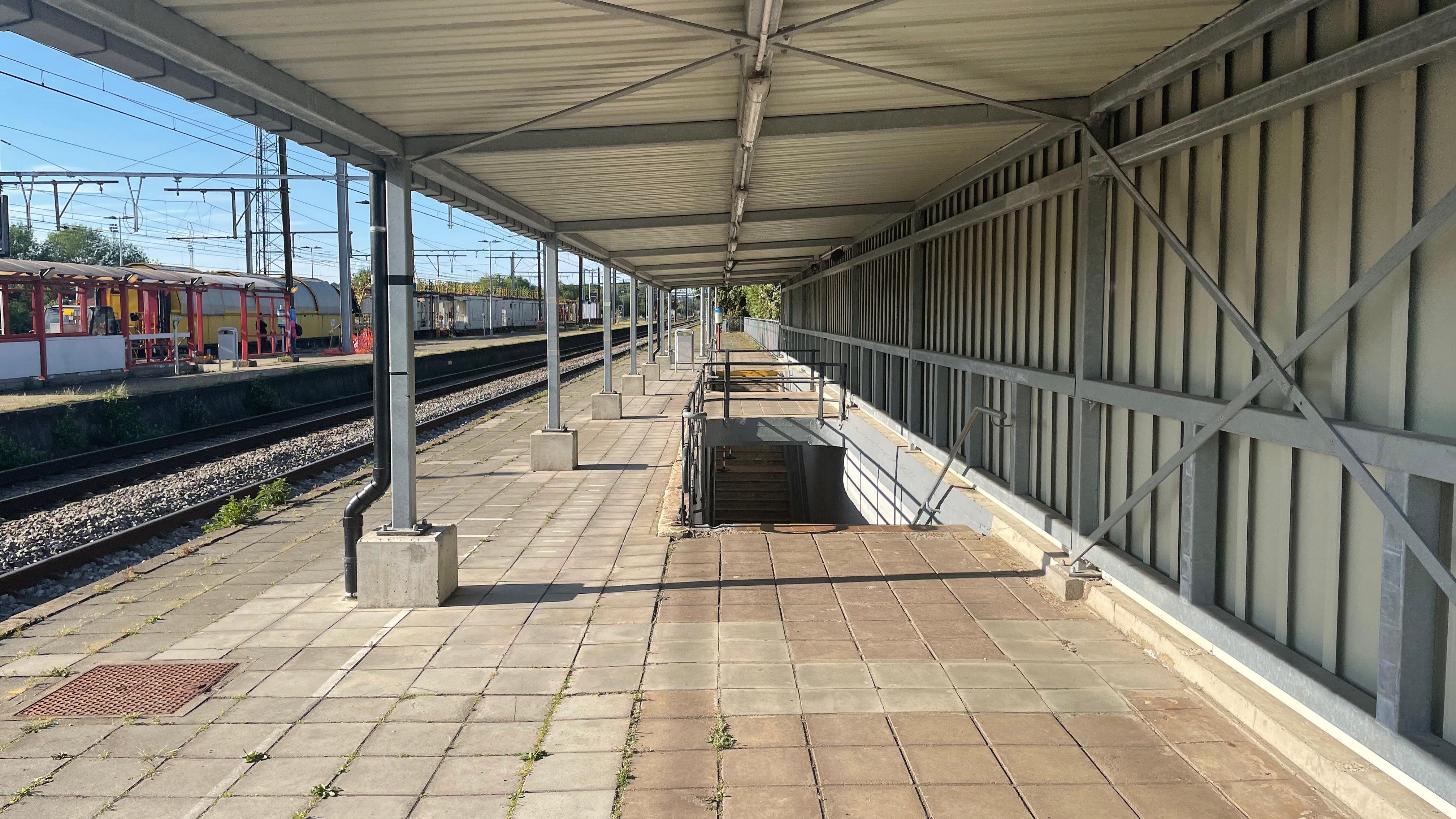
Zicht op het perron
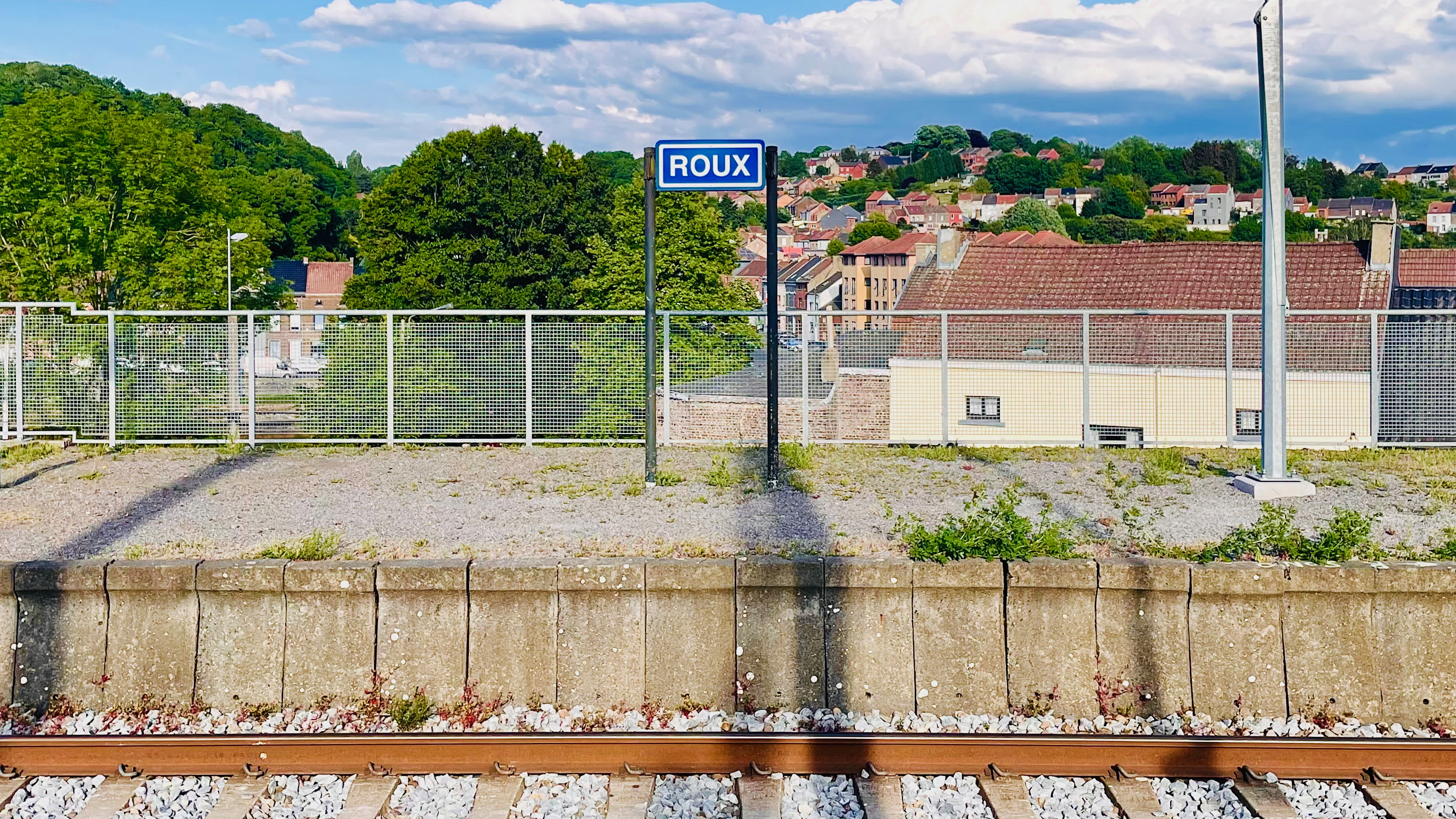
Plaatsnaambord
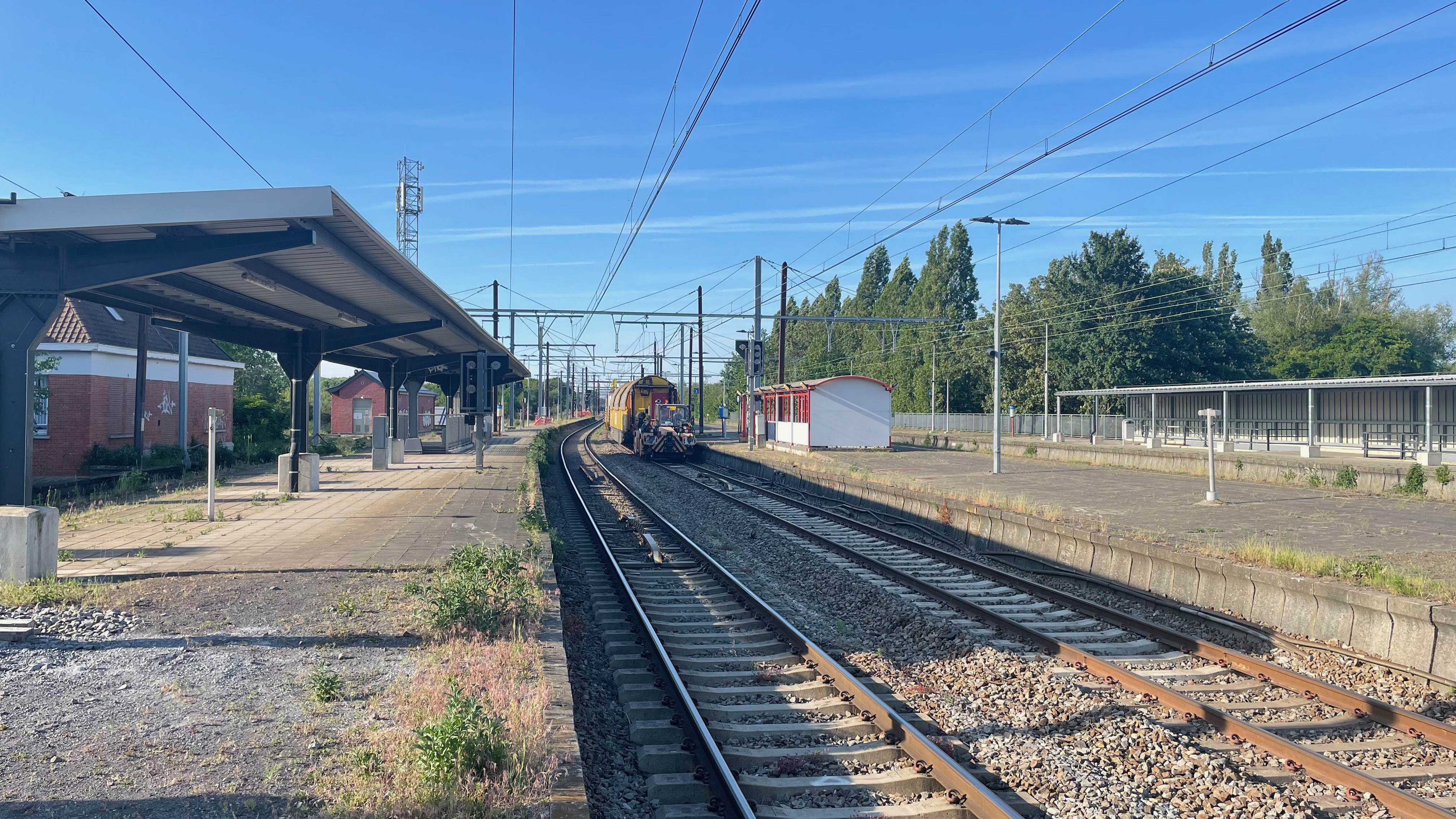
Zicht op de sporen
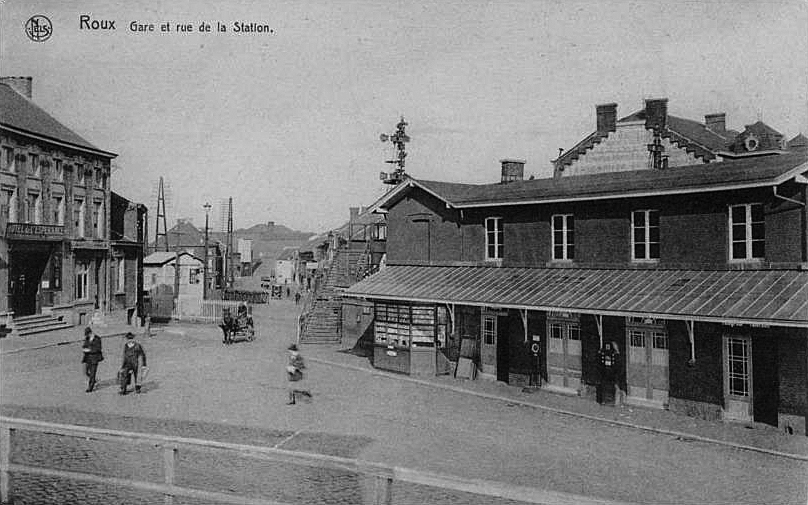
Het oude stationsgebouw

## Reizigerstellingen
De grafiek en tabel geven het gemiddeld aantal instappende reizigers weer op een week-, zater- en zondag.
| Tabel: aantal instappende reizigers station Roux | Tabel: aantal instappende reizigers station Roux | Tabel: aantal instappende reizigers station Roux | Tabel: aantal instappende reizigers station Roux |
|                                                  | Weekdag                                          | Zaterdag                                         | Zondag                                           |
| ------------------------------------------------ | ------------------------------------------------ | ------------------------------------------------ | ------------------------------------------------ |
| 1977                                             | 1 086                                            | 272                                              | 192                                              |
| 1978                                             | 987                                              | 270                                              | 190                                              |
| 1979                                             | 1 073                                            | 275                                              | 216                                              |
| 1980                                             | 1 035                                            | 221                                              | 141                                              |
| 1981                                             | 932                                              | 208                                              | 136                                              |
| 1982                                             | 1 068                                            | 226                                              | 131                                              |
| 1983                                             | 888                                              | 185                                              | 94                                               |
| 1984                                             | 722                                              | 111                                              | 100                                              |
| 1985                                             | 514                                              | 111                                              | 77                                               |
| 1986                                             | 499                                              | 133                                              | 82                                               |
| 1987                                             | 420                                              | 130                                              | 61                                               |
| 1988                                             | 437                                              | 99                                               | 79                                               |
| 1989                                             | 457                                              | 110                                              | 53                                               |
| 1990                                             | 275                                              | 109                                              | 50                                               |
| 1991                                             | 335                                              | 79                                               | 60                                               |
| 1992                                             | 321                                              | 97                                               | 55                                               |
| 1993                                             | 246                                              | 73                                               | 50                                               |
| 1994                                             | 267                                              | 30                                               | 30                                               |
| 1995                                             | 201                                              | 17                                               | 25                                               |
| 1996                                             | 257                                              | 26                                               | 12                                               |
| 1997                                             | 225                                              | 29                                               | 19                                               |
| 1998                                             | 182                                              | 26                                               | 24                                               |
| 1999                                             | 184                                              | 24                                               | 16                                               |
| 2000                                             | 256                                              | 42                                               | 32                                               |
| 2001                                             | 165                                              | 17                                               | 9                                                |
| 2002                                             | 174                                              | 16                                               | 9                                                |
| 2003                                             | 167                                              | 24                                               | 14                                               |
| 2004                                             | 164                                              | 23                                               | 12                                               |
| 2005                                             | 179                                              | 18                                               | 15                                               |
| 2006                                             | 167                                              | 14                                               | 14                                               |
| 2007                                             | 163                                              | 14                                               | 16                                               |
| 2008                                             | -                                                | -                                                | -                                                |
| 2009                                             | 151                                              | 13                                               | 13                                               |
| 2010                                             | -                                                | -                                                | -                                                |
| 2011                                             | -                                                | -                                                | -                                                |
| 2012                                             | 159                                              | 25                                               | 16                                               |
| 2013                                             | 202                                              | 16                                               | 11                                               |
| 2014                                             | 168                                              | 19                                               | 9                                                |
| 2015                                             | 144                                              | 23                                               | 18                                               |
| 2016                                             | 141                                              | 14                                               | 16                                               |
| 2017                                             | 135                                              | 25                                               | 23                                               |
| 2018                                             | 128                                              | 34                                               | 16                                               |
| 2019                                             | 134                                              | 32                                               | 16                                               |
| 2020                                             | 92                                               | 26                                               | 23                                               |
| 2021                                             | -                                                | -                                                | -                                                |
| 2022                                             | 170                                              | 79                                               | 39                                               |
| 2023                                             | 153                                              | 26                                               | 62                                               |
| 2024                                             | 141                                              | 35                                               | 36                                               |

Charleroi-Central · 
Charleroi-Nord · 
Charleroi-Ouest · 
Charleroi-Sud-Quai · 
Charleroi-Ville-Haute · 
Couillet · 
 Couillet-Montignies · 
Dampremy · 
Gosselies · 
Goutroux · 
Jumet-Brûlotte · 
La Planche ·
La Villette ·
Lodelinsart · 
Lodelinsart-Ouest · 
Marchienne-au-Pont · 
Marchienne-Est · 
Marchienne-Zône · 
Marcinelle · 
Marcinelle-Haies · 
Monceau · 
Monceau-Usines · 
Montignies-Formation · 
Montignies-Neuville · 
Montignies-sur-Sambre · 
Mont-sur-Marchienne · 
Ransart · 
Roux
0,0: Roux ·
1,0: Wilbeauroux ·
2,0: Courcelles-Centre ·
5,1: Trazegnies ·
7,9: Forchies ·
10,0: Piéton
0,0: Brussel-Zuid ·
2,1: Vorst-Oost ·
4,0: Ukkel-Stalle ·
5,6: Ukkel-Kalevoet ·
7,8: Linkebeek ·
9,1: Holleken ·
11,4: Sint-Genesius-Rode ·
12,6: De Hoek ·
15,5: Waterloo ·
18,8: Eigenbrakel ·
23,4: Lillois ·
28,1: Baulers ·
29,3: Nijvel ·
33,6: Bois-de-Nivelles ·
37,0: Obaix-Buzet ·
40,9: Luttre ·
43,4: La Chaussée ·
46,5: Courcelles-Motte ·
48,7: Roux ·
49,5: Monceau ·
52,9: Marchienne-au-Pont ·
53,7: Marchienne-Oost ·
55,9: Charleroi-Centraal